# Theodore William Richards

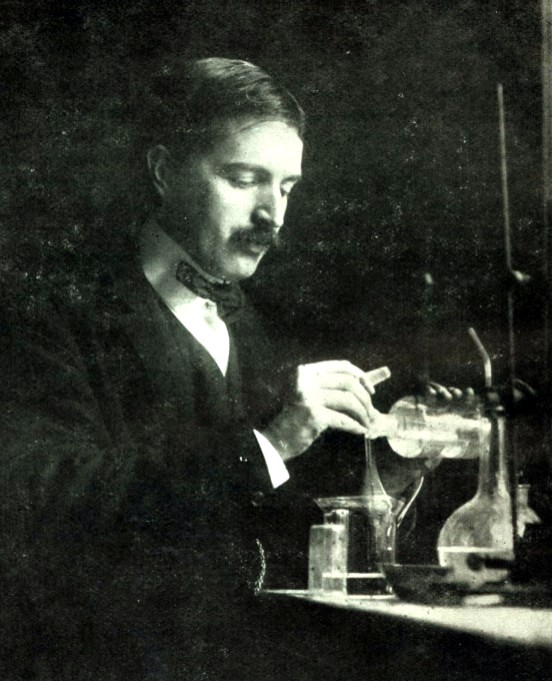
Theodore William Richards

Theodore William Richards, född 31 januari 1868 i Germantown i Philadelphia, död 2 april 1928 i Cambridge i Middlesex County, Massachusetts, var en amerikansk kemist och nobelpristagare.
Richards studerade 1885–1888 vid Harvard University, 1888 i Göttingen, 1889 i München och Dresden, 1895 hos Wilhelm Ostwald i Leipzig och Walther Nernst i Göttingen; filosofie doktor vid Harvard University, blev han där 1889 docent för kvantitativ analys, 1894 "assistant" och 1901 ordinarie professor, efter att ha avböjt kallelse till ordinarie professur i Göttingen. År 1907 var han utbytesprofessor i Berlin och 1912 blev han föreståndare för Wolcott Gibbs Memorial Laboratory vid Harvard. 
Richards sysslade huvudsakligen med isotoper och bestämde deras vikter. År 1910 tilldelades han Davymedaljen, 1912 Willard Gibbs-priset och 1916 Franklinmedaljen. År 1914 mottog han Nobelpriset i kemi "för bestämmelsen av atomvikten för flera grundämnen". Richards var även hedersdoktor vid åtskilliga universitet samt ledamot i många vetenskapliga sällskap runt om i världen. År 1907 invaldes han som ledamot av Kungliga Vetenskapsakademien.

## Utmärkelser
Nedslagskratern Richards på månen är uppkallad efter honom.